# Masaru Takamizawa
Masaru Takamizawa (jap. 高見澤 勝, Takamizawa Masaru; * 14. Juli 1981) ist ein japanischer Marathonläufer.
2007 wurde er Zweiter beim Hokkaidō-Marathon in 2:18:13 h. Im Jahr darauf siegte er an selber Stelle mit über drei Minuten Vorsprung in 2:12:10.
2009 wurde er Neunter beim Nagano-Marathon, Vierter beim Hokkaidō-Marathon und Siebter beim Athen-Marathon.
Masaru Takamizawa ist 1,70 m groß und wiegt 53 kg. Er stammt aus der Präfektur Nagano. Nach seinem Studium an der Yamanashi-Gakuin-Universität gehörte er zum Firmenteam von Nissin Foods. 2008 wurde er Informatik-Lehrer an seiner alten Schule, der Chōsei-Oberschule in Saku, für deren Leichtathletik-Team er nun startet. Er ist mit seiner Läuferkollegin Kiyoko Shimahara verlobt.

## Persönliche Bestzeiten
- 10.000 m: 28:48,19 min, 1. Dezember 2001, Yokohama
- Marathon: 2:12:10 h, 31. August 2008, Sapporo